# أرون كاتيبي
أرون كاتيبي (بالإنجليزية: Aaron Katebe)‏ (24 يناير 1992 بتشيليلابومبوي في زامبيا - ) هو لاعب كرة قدم زامبي في مركز الدفاع. شارك مع منتخب زامبيا تحت 17 سنة لكرة القدم ومنتخب زامبيا تحت 20 سنة لكرة القدم ومنتخب زامبيا لكرة القدم. أما مع النوادي، فقد لعب مع نادي بلاتينوم وKonkola Blades F.C. ‏ وHwange Colliery F.C. ‏.

## وصلات خارجية
- أرون كاتيبي على موقع قاعدة بيانات كرة القدم.إي يو (الإنجليزية)
- أرون كاتيبي على موقع ناشيونال فوتبول تيمز (الإنجليزية)
- أرون كاتيبي على موقع Soccerway.com (الإنجليزية)